# 丹頂チック
丹頂チック（たんちょうチック、TANCHO TIQUE）は、マンダムから発売されている男性用化粧品の一つである。
1933年に発売され、現在まで販売され続ける商品としてその名を知られる。「チック」はコスメチック （cosmetic）を略してつけられた名称である。

## 歴史

### 前史
チックは日本が明治期に入り、国内で流通していたびん付け油に変わるものとして、1900年代初頭から、フランスから輸入され始めた。国内では仏・ピノー社から発売されていたチックが、当時最も売れていたため、大阪で輸入雑貨品の販売を専業としていた大崎組商会を経て、同社倒産後はその後継として設立された、金鶴香水の初代社長として抜擢された西村新八郎も”海外から入ってくる製品に外貨を渡すのではなく、自らで製品を開発せねばならない”と危惧していた一人であった。
こうした中で「丹頂チック」は1933年（昭和8年）4月1日に発売される。手を汚さず、持ったままで塗って髪形を整えられることに加え、折りしも当時国内情勢不安定下の中、また国産品愛用の動きも寄与したこと、さらには当時の日刊紙に「國産化粧品の最高基準品！パリー製に優る丹頂チツク」というキャッチフレーズを擁した広告を幾度も掲載したことで、評判を呼ぶと共に当時のモボ・モガたちに愛用され、戦前戦後を通して、同社最初の大ヒット商品となり、同社を支える柱となった。

### 隆盛を極める丹頂
このヒットを受けて、金鶴香水は「丹頂」シリーズで、1927年（昭和2年）に発売された「丹頂香油｣や「丹頂ポマード」、1932年（昭和7年）発売の「丹頂ほほ紅」、1934年（昭和9年）発売の「丹頂クリーム」、1935年（昭和10年）発売の「丹頂ヘアーローション」、1936年（昭和11年）発売の「丹頂ブリランチン」、1947年（昭和22年）発売の｢丹頂酵母クリーム」等、1952年（昭和27年）発売の「丹頂コールドクリーム」、1957年（昭和32年）発売の「丹頂ホルモニック」等が発売された。戦後1959年（昭和34年）4月には「丹頂」ブランドの知名度から、金鶴香水は丹頂株式会社と社名を変更するにいたる。
戦後の広告には、当時の映画スターとして知られた三船敏郎などが起用された。当時は、柳屋本店の「柳屋ポマード」（1920年発売）とこの「丹頂チック」が整髪料のシェアを二分していた。
しかし丹頂チックは、その後1963年（昭和38年）に資生堂から発売され、斬新さを前面に押し出した男性用化粧品「MG5」シリーズの登場により、その牙城に亀裂を生じ始める。1969年（昭和44年）には「MG5」がフルラインナップ化にしたことにより、たちまちのうちにシェアを奪われることとなった。これにより、丹頂は一時倒産寸前にまで追い込まれることになる。

### 丹頂時代の終焉
追い詰められた丹頂は、当時の資生堂の「MG5」のコンセプトが、”都会的なイメージに満ちたスタイリッシュな男子”を標榜していた戦略に対し、”男らしく、武骨な男”をイメージした戦略であるならば、都市部のみならず、地方でも勝負でき得る、と踏むと共に、同コンセプトでマーケティングを重ね、1970年（昭和45年）7月にチャールズ・ブロンソンをイメージキャラクターに起用した「マンダム」シリーズ（9品種10品目）を発売。これが起死回生の一打となり、「MG5」に奪われたシェアを再度奪回することに成功した。
その後は資生堂とマンダムが拮抗する中で、新たにカネボウ化粧品が「エロイカ」シリーズを送りこんで来るなど、三つ巴の戦いを繰り広げてゆくことになると共に、これまでに発売された丹頂シリーズのシェアは次第に縮小してゆくことになる。1971年（昭和46年）4月、丹頂は社名をマンダムに変更、丹頂の時代は終焉を迎えることになる。
マンダムの土台を築いた商品として、今も同社が1969年（昭和44年）に現地企業と合弁して設立したインドネシアの現地法人が持つ工場で生産されている。
現在、日本国内ではレトロなデザインの「丹頂チック」のみの発売になっている。またかつては大・中の2種類が販売されていたが、現在は大のみの販売となっている。

## シリーズ商品
- 丹頂チック （1933年 - 現行）
- 丹頂ポマード （1927年 - ）
- 丹頂コールドクリーム （1952年 - ）

## 註
1. ↑  “「まだある。」丹頂チック”. 「まだある。昭和ナビ」.  大空出版. 2009年6月15日時点のオリジナルよりアーカイブ。2009年5月7日閲覧。
2. ↑   竹内書店新社編集部『超ロングセラー大図鑑』参照。
3. 1 2 3 4 5  マンダム公式サイト内の「社史」の記述を参照。
4. ↑  化粧品・日用品・流通 1926-1945年の記述を参照。
5. ↑  化粧品・日用品・流通 1946-1956年の記述を参照。
6. ↑  化粧品・日用品・流通 1957-1964年の記述を参照。
7. ↑  「柳屋本店」公式サイト内の「会社沿革」の記述を参照。
8. ↑  「柳屋本店 (化学)」の項の記述を参照。
9. ↑  #外部リンクの「丹頂チック＜大＞」リンク先の記述を参照。2009年4月2日閲覧。

## 関連事項
- マンダム
- 三船敏郎 - 戦後、丹頂チックの広告キャラクターを務めた
- 柳屋本店 - 「柳屋ポマード」で知られる
- プラスチックス - 『I AM PLASTIC』（1980年）の歌詞に「丹頂チック」が登場する